# Lada 110
Lada 110, Lada 111 a Lada 112 (nebo také VAZ 2110, VAZ 2111 a VAZ 2112) je ucelená řada osobních automobilů nižší střední třídy, které vyráběla ruská automobilka AvtoVAZ do roku 2008. Jedná se o první typy automobilky vyrobené po rozpadu SSSR v roce 1991.

## Lada 110 (VAZ 2110)
Je automobil s karoserií sedan, který se vyráběl od roku 1995 do roku 2007. Jeho předchůdcem byla Lada Samara Sedan. Vychází z prototypu Katran. Vůz byl nabízen s motorem o objemu 1,6 litru o výkonu 66 kW. Pohotovostní hmotnost automobilu je 1050 kg. V roce 2007 byl nahrazen modelem Lada Priora.

## Lada 111 (VAZ 2111)

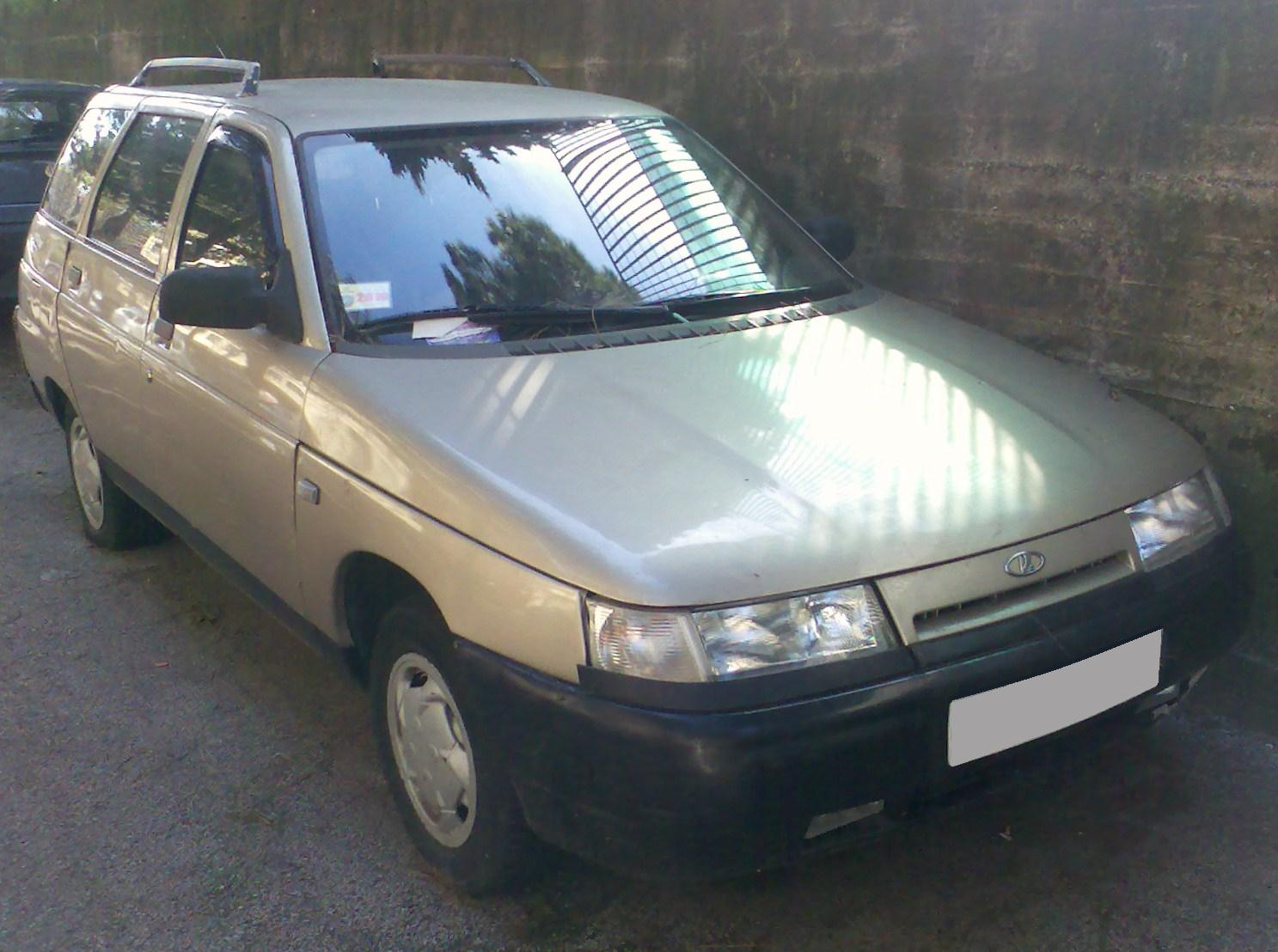
Lada 111

Je automobil s karoserií kombi, technicky a vzhledově shodný s typem 2110.

## Lada 112 (VAZ 2112)

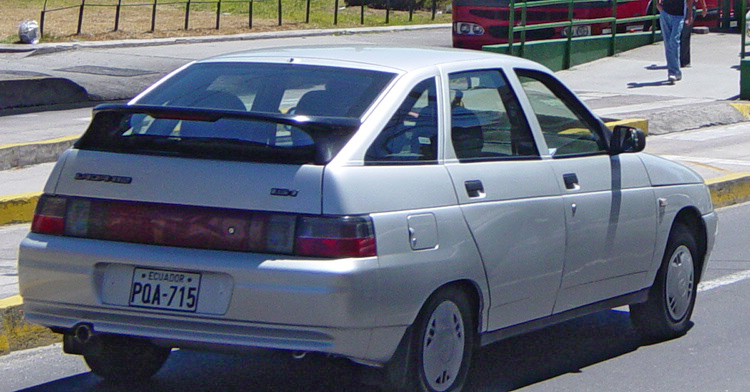
Lada 112

Shodný hatchback s tří- nebo pětidveřovou karoserií. Vyráběl se od roku 2000 do roku 2008.

## Závodní verze

### Lada 110 WTCC

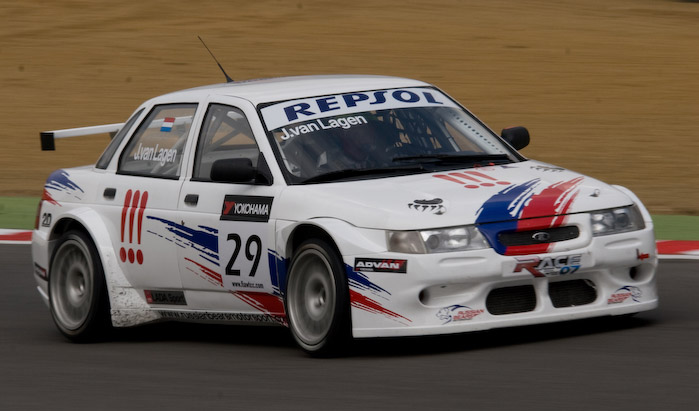
Lada 110 na okruhu v Brands Hatch v roce 2008

Od roku 2008 startovaly vozy Lada 110 v šampuionátu WTCC. Nasazoval je tým Russian Bears Motorsport. Piloti byli Viktor Shapalov a Jaap van Lagen. V roce 2009 startoval v závodech oficiální tým Lada Sport se třemi vozy Lada 110. Ten převzal oba jezdce z předchozího týmu a nasadil ještě Kirilla Ladygina. V průběhu sezony tým přešel na vozy Lada Priora WTCC.

### Lada 112 S1600 Kit Car
Vůz je homologován dle pravidel kategorie S1600, ale nesplňuje podmínku, když překračuje maximální povolenou délku vozu, která je 4 metry. Automobil je tedy zařazen do kategorie Kit Car. Vůz byl rozšířen na 1770 mm a byl upraven rozchod kol. Brzdy jsou od britské firmy AP Racing a vůz používá pneumatiky Michelin. Testování vozu probíhalo kromě Ruska i na Ukrajině a v Německu. Jedním z testovacích jezdců byl i Mathias Kahle.
Pohání ho motor o objemu 1599 cm³ s rozvodem OHC, který dosahuje výkonu 195 koní a točivého momentu 174 Nm. Automobil váží 1050 kg. Převodovka je sekvenční Sadev ST 75. Vůz poprvé startoval na Rallye Samara v roce 2001. Objevil se i jako předjezdec na Německé rallye.

### Lada 112 S2000
Tato specifikace byla jednou z prvních představených vozů v této kategorii. Při testování byla objevena řada technických problémů. Původně byla homologace odložena na rok 2007.